# Mignières
Mignières ist eine französische Gemeinde mit 1157 Einwohnern (Stand 1. Januar 2022) im  Département Eure-et-Loir in der Region Centre-Val de Loire; sie gehört zum Arrondissement Chartres und zum Kanton Chartres-2.
Die Gemeinde Mignières besteht aus den Ortsteilen Mignières, Les Chamilles und Spoir.

## Demographie
Die Gemeinde Mignières verzeichnete zwischen 1968 und 2009 folgende Bevölkerungsentwicklung:
| Jahr      | 1968 | 1975 | 1982 | 1990 | 1999 | 2009 | 2017 |
| Einwohner | 383  | 392  | 695  | 641  | 683  | 773  | 1057 |

## Sehenswürdigkeiten

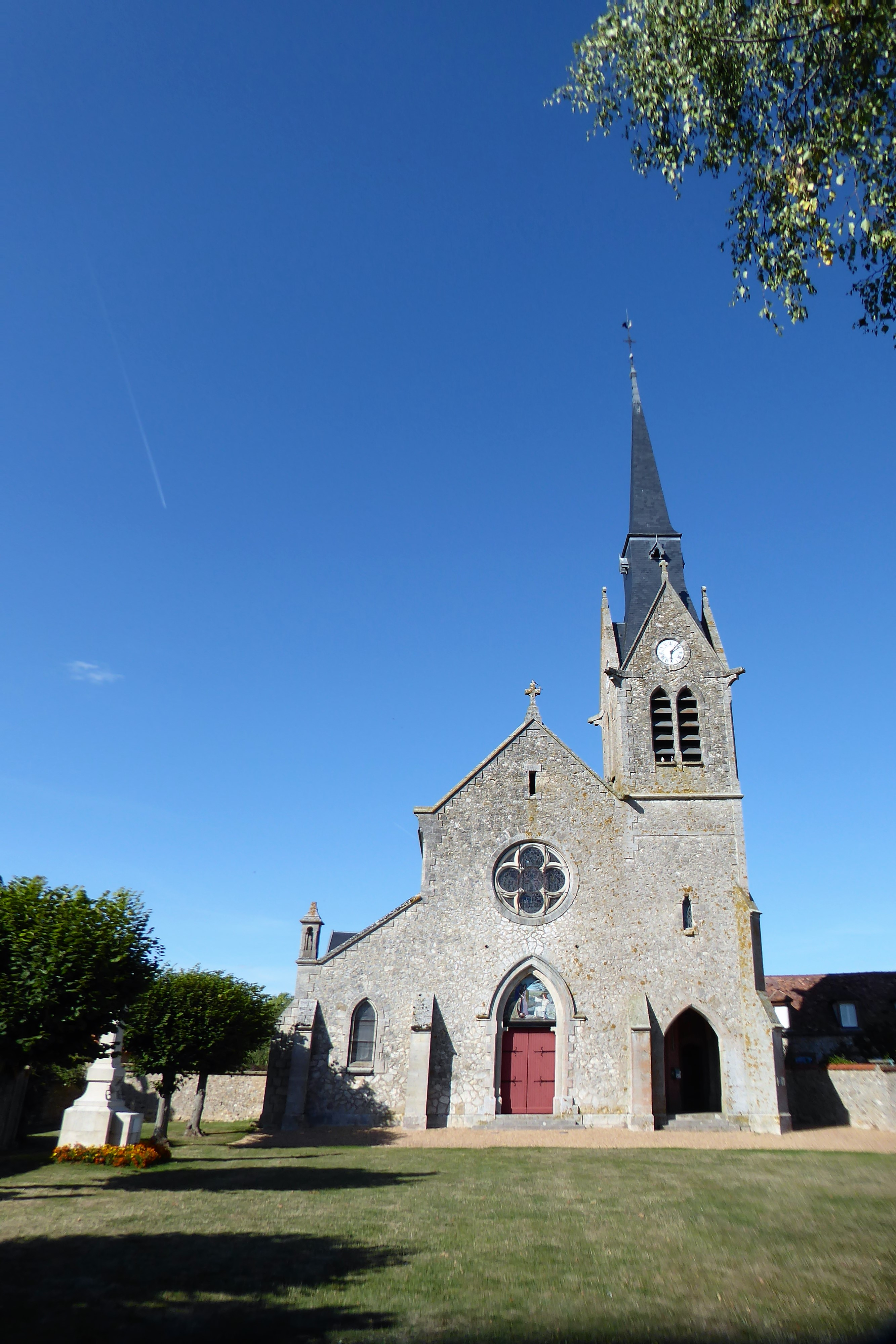
Kirche Saint-Gervais et Saint-Protais

- Château des Boulard: 1780 durch das Herrscherhaus der Bérou erbaut, im 19. Jahrhundert um zwei Flügel erweitert; schließlich durch die Familie Boulard erworben.[2]
- Kapelle von Mignières: im 10. Jahrhundert durch Nonnen erbaut, Ursprung des Dorfes Mignières; mittlerweile Wallfahrtsort am 22. Mai, 22. Juli und 22. Oktober.[3]
- Saint-Gervais-et-Saint-Protais-Kirche: um das 11. Jahrhundert erbaut, zwischen 1902 und 1903 erneuert; Orgelspiel aus dem Jahre 1892, hergestellt durch Louis Debierre aus Nantes.